# Podlesie (powiat białobrzeski)
Podlesie – wieś sołecka w Polsce położona w województwie mazowieckim, w powiecie białobrzeskim, w gminie Radzanów.
Wieś założona jako Pieńki Ratoszyńskie przez Antoniego Chrzystkowskiego w 1877 roku. Do 1954 roku część gromady i sołectwa Ratoszyn.
W latach 1975–1998 miejscowość położona była w województwie radomskim.
Wierni Kościoła rzymskokatolickiego należą do Parafii św. Marcina z Tours w Radzanowie. 